# 百变龙
《超級機械人 馬赫霸龍》（原題：スーパーロボット マッハバロン），是由日本現代企画製作，是红色巴隆(鐵金剛)的姐妹作，於1974年（昭和49年）10月7日至1975年（昭和50年）3月31日期間，在日本電視台聯播網於毎週一晚間19：00 - 19：30 (JST) 播出的特摄影集，全26集。
在香港，本片曾由佳藝電視以《百變龍》譯名播出。另外本片雖然並未在台灣播出，但由於1970年代台灣曾經上映香港所改拍的電影版本《鐵超人》（電影中所登場的主角機械人，則稱作「霸龍鐵超人」），而使本片為人所知。

## 劇情大綱
在德國天才科學家基奧羅格‧拉勒斯坦博士門下學習机器人工学的嵐田陽一郎，在得知基奧羅格想征服世界的意圖之後，由於不想讓自己所設計，即將完成的機械人「百變龍」成為侵略人類的工具，在將它炸毀後與妻子帶著設計圖搭乘客輪逃回日本，但途中遭到攔截，陽一郎夫妻將百變龍的設計圖交給獨子嵐田陽之後不幸遇害。
十年後，20歲的陽加入由祖父龍之介為繼承其子陽一郎遺志，所成立的對抗機械人帝國組織「KSS」，接受成為百變龍操縱者的訓練，並藉由KSS司令村野博士之手做出了第二架百變龍。於是陽駕著百變龍，與基奧羅格所率領的機械人帝國战斗。

## 百变龙
- 身長：50.0米
- 体重：300.0吨
- 飛行速度：15马赫
- 出力：200万馬力

## 製作群
- 導演 - 鈴木清、高野宏一、鈴木俊継、山本正孝、前川洋之、浜しんぎ
- 編劇 - 上原正三、井上知士、山崎晴哉
- 音樂 - 竹田由彦
- 演奏 - コンセール・レニエ
- 攝影 - 石山信雄、大岡新一
- 燈光 - 高野和雄、松丸善明
- 美術 - 丸山裕司、小川富美夫
- 助理導演 - 浜しんぎ、前川洋之、高橋正治、山田哲久、福島孔道
- 美粧 - 保坂輝子
- 場記 - 浅田万里子、内田絢子、矢口良江、中野正子
- 剪輯 - 小倉昭夫、岡安肇
- 母帶剪輯 - 関沢孝子
- 制作担当 - 安田九二四四、佐山彰二
- 操演 - 沼里企画
- 攝影助手 - 宇井忠幸、宮下成治
- 燈光助手 - 小島享、清原昭二
- 錄音 - 整音スタジオ
- 視覚効果 - デン・フィルムエフェクト
- 合成 - 日本エフェクトセンター
- 音響効果 - イシダサウンドプロ
- 服裝 - 大和衣裳
- 舞台装置 - 常舞台
- 微縮模型造型 - ヒルマモデルクラフト
- 沖片 - 東京現像所
- 連載雑誌 - テレビマガジン、たのしい幼稚園、おともだち、ディズニーランド
- 原案 - 斎藤汎司（日本テレビ）、渡辺一彦（日本テレビ音楽）
- 機械人設計 - 田中視一
- 製作人 - 安田暉、川口晴年、上田利夫、上村宏
- 制作 - 日本現代企画

## 主題歌
- OP：『マッハバロン』（作詞：阿久悠／作編：井上忠夫／演唱：杉浦芳博）
- ED：『眠れマッハバロン』（作詞：阿久悠／作曲：井上忠夫／演唱：杉浦芳博）

片頭曲後由歌手ROLLY於他的專輯「GLAMOROUS ROLLY」中翻唱。

## 角色與演員

### 固定角色
- 嵐田陽 - 下塚誠
- 小杉愛 - 木下ユリ
- 岩井明 - 力石考
- 白坂譲司 - 加藤寿
- 小杉健一 - 内海敏彦
- 村野博士 - 団次郎
- 花倉刑事 - 深江章喜
- 基奧羅格・拉勒斯坦 - 伊海田弘
- 坦茲陸軍参謀 - 麿のぼる
- 蘇根海軍参謀 - 所雅樹
- 蓋勒空軍参謀 - 桜木栄一（第1-8集）、木村章平（第9-22集）
- 百變龍 - 中山太郎
- 敵方機械人 - 遊佐知幸
- 旁白 - 岸田森

### 主要客演
- 嵐田竜之介 - 香川良介（第1集）
- 嵐田陽一郎 - 小倉雄三（第1、3集）
- 陽的母親 - 加藤真知子（第1集）
- 10年前的陽 - 小山渚（第1集）
- 中尾博士 - 北村総一朗（第9集）
- 小田切ゆきお - 長沢大（第10集）
- 中島アキラ - 中島秀（第14集）
- 秋山誠二 - 鈴木治夫（第15集）
- 次郎 - 北見敏之（第16集）
- ドーラ - 松谷紀代子（第19集）
- ハイム中尉 - 天野豊（第20集）
- 南博士 - 勝部義夫（第21集）
- 南ななえ - 今井美佐子（第21、22集）
- モーゼル中尉 - 打田康比古（第25、26集）
- エルザ少尉 - 桂木梨江（第25、26集）

## 改拍版本
《鐵超人》（英文片名：Iron Super Man）
由香港錦華電影股份有限公司循台灣改拍東映特攝作品《假面騎士》的「閃電騎士系列」模式，所推出的電影版本，並於1975年7月21日～7月24日期間在台灣上映。目前有歐洲地區版本的DVD（德語版與本片同為cmv LASERVISON發行，片名為《Roboter der Sterne》，西班牙語版片名為《Mazinger-Z, El Robot de las Estrellas》）發行。

### 製作群
- 監製：李貴武
- 策劃：彭世偉
- 製片：林醒凡
- 作詞：張徹
- 作曲：江慶霖
- 導演、編劇：郭廷鴻

### 主要演員
- 李琳琳
- 葉天行
- 陸劍明
- 秦沛
- 何志強
- 梁少華  等

## 関連項目
- 红色巴隆
- 小超人甘巴罗
- 超级机器人
- 飞跃巅峰
- 青島文化教材社（日语：青島文化教材社）
- 無敵鐵金剛